# Békás-patak (Pest vármegye)
A Békás-patak Pest vármegye nyugati részének egyik patakja, a Zsámbéki-medence legjelentősebb vízfolyása. A Benta-patak mellékvize.

## Leírása
A patak Tinnye település közigazgatási területén ered, Pest vármegye legnyugatibb része közelében. A forrásától kezdve többé-kevésbé déli irányban halad a Zsámbéki-medencében. Tinnyét elhagyva elfolyik Perbál lakott területe mellett, attól keletre, majd eléri Tök közigazgatási területét, ahol magába fogadja a Budajenői-patakot, majd halad tovább jellemzően déli irányba. Zsámbék közigazgatási területén magába fogadja a Zsámbéki-patak vizét, majd Herceghalom település területét elérve átfolyik az M1-es autópálya és az 1-es főút alatt, elhalad a a Biai-tó keleti oldalán, végül Biatorbágy külterületén, a Biai-tótól délre egyesül a Benta-patakkal.

## Mellékfolyói
Perbáltól délkeletre torkollik bele a Budajenői-patak, Tök alatt a Zsámbéki-patak, Herceghalomnál pedig a Kígyós-patak. 
A Békás-patak vízgazdálkodási szempontból a Közép-Duna Vízgyűjtő-tervezési alegység működési területéhez tartozik.

## Települések a part mentén
- Tinnye
- Perbál
- Tök (település)
- Zsámbék
- Herceghalom
- Biatorbágy